# Victoria Eugenia Fernández de Córdoba

Portrait de la duchesse de Medinaceli (mère de Victoria Eugenia), dame de la reine Victoire-Eugénie d'Espagne, portant la tenue propre à cette classe palatine.

Victoria Eugenia Fernández de Córdoba y Fernández de Henestrosa (Madrid, 16 avril 1917 – Séville, 18 août 2013), grande d'Espagne, est la 18e duchesse de Medinaceli. Elle est la chef de la Maison de Medinaceli, l'une des familles aristocratiques les plus importantes d'Espagne. Elle est aussi fondatrice et présidente honoraire de la Fondation Casa Ducal de Medinaceli.

## Vie et famille
Elle est née à Madrid, en Espagne, le 16 avril 1917, fille du 17e duc de Medinaceli, Luis Jesús Fernández de Córdoba y Salabert, et de sa première épouse, Ana María Fernández de Henestrosa y Gayoso de los Cobos, fille à son tour du 8e comte de Moriana del Río et de la 15e marquise de Camarasa.
Elle est baptisée dans la chambre royale du Palais royal de Madrid, étant parrainée par le roi Alphonse XIII et la reine Victoire-Eugénie, dont elle reçoit le prénom. Dans le cercle familial, elle est surnommée Mimi.
À la mort de son père, le 13 juillet 1956, Victoria Eugenia lui succède comme cheffe de la maison de Medinaceli. Elle est auparavant connue comme la 16e duchesse d'Alcalá de los Gazules, titre qui lui a été cédé par son père en 1951.
Sa mère est dame de compagnie de la reine Victoire-Eugénie d'Espagne.
La duchesse se marie à Séville, le 12 janvier 1938, avec Rafael de Medina y Villalonga (1905-1992), chevalier de la Real Maestranza de Caballería de Séville et maire de Séville de 1943 à 1947. Le duc est le fils de Luis de Medina y Garvey, deuxième fils du 4e marquis d'Esquivel, et d’Amelia de Villalonga e Ybarra, fille de la beata Rafaela Ybarra de Villalonga et sœur du comte de Villalonga. Ils ont ensemble quatre enfants :
- Ana de Medina y Fernández de Córdoba, 12e marquise de Navahermosa, 10e comtesse d'Ofalia (Séville, 2 mai 1940 - Madrid, 7 mars 2012), mariée en premières noces, en 1961, avec le prince Maximilien von Hohenlohe-Langenbourg. Divorcés en 1982, elle se remarie en secondes noces avec Jaime de Urzaiz y Fernández del Castillo en 1985. Elle a des enfants de son premier mariage. Après le décès de la duchesse, son fils aîné, Marco de Hohenlohe-Langenburg, hérite des principaux titres de la maison (les onze avec grandesse d'Espagne)[6] ;
- Luis de Medina y Fernández de Córdoba, 9e duc de Santisteban del Puerto, grand d'Espagne, marquis de Cogolludo, marquis de Solera (Séville, 4 juin 1941 - Séville, 9 février 2011), marié, en 1969, avec Mercedes Conradi y Ramírez, dont descendance[7] ;
- Rafael de Medina y Fernández de Córdoba, 19e duc de Feria, grand d'Espagne, marquis de Villalba (Séville, 10 août 1942 - 5 août 2001), marié, en 1977, avec Natividad Abascal y Romero-Toro, dont descendance[8] ;
- Ignacio de Medina y Fernández de Córdoba, 20e duc de Segorbe, grand d'Espagne, comte de Ricla, comte de Rivadavia (Séville, 23 février 1947), marié en premières noces avec María de las Mercedes Maier y Allende en 1976, et divorcés la même année. Il épouse en secondes noces en 1985 la princesse Maria da Glória d'Orléans-Bragance, dont descendance. Président de la Fondation Medinaceli[9].

La duchesse de Medinaceli meurt dans l’après-midi du 18 août 2013 dans sa résidence sévillane, la Casa de Pilatos, âgée de 96 ans. Le lendemain matin, une messe corpore insepulto est célébrée dans la Casa de Pilatos et elle est inhumée dans l’après-midi à Tavera (Tolède).

## Ancêtres

### Ascendance patrilinéaire
1. Ramón Pérez, seigneur de Figueroa (†1195)
2. Ruy Raimóndez de Figueroa (†1240)
3. Fernán Ruiz de Figueroa
4. Suer Fernández de Figueroa
5. Gómez Suárez de Figueroa (†1359)
6. Lorenzo I Suárez de Figueroa, grand-maître de Santiago (1344-1409)
7. Gómez I Suárez de Figueroa, premier seigneur de Feria (1382-1429)
8. Lorenzo II Suárez de Figueroa, premier comte de Feria (1410-1461)
9. Gómez II Suárez de Figueroa, deuxième comte de Feria (†1505)
10. Lorenzo III Suárez de Figueroa, troisième comte de Feria (†1528)
11. Alfonso Fernández de Córdoba, premier marquis de Villafranca (†1584)
12. Pedro Fernández de Córdoba, quatrième marquis de Priego (1563-1606)
13. Alonso Fernández de Córdoba, cinquième marquis de Priego (1588-1645)
14. Luis Fernández de Córdoba, sixième marquis de Priego (1623-1665)
15. Luis Fernández de Córdoba, septième marquis de Priego (1650-1690)
16. Nicolás Fernández de Córdoba, dixième duc de Medinaceli (1682-1739)
17. Luis Fernández de Córdoba, onzième duc de Medinaceli (1704-1768)
18. Pedro Fernández de Córdoba, douzième duc de Medinaceli (1730-1789)
19. Luis Fernández de Córdoba, treizième duc de Medinaceli (1749-1806)
20. Luis Fernández de Córdoba, quatorzième duc de Medinaceli (1780-1840)
21. Luis Fernández de Córdoba, quinzième duc de Medinaceli (1813-1873)
22. Luis Fernández de Córdoba, seizième duc de Medinaceli (1851-1979)
23. Luis Fernández de Córdoba y Salabert, dix-septième duc de Medinaceli (1880-1956)
24. Victoria Eugenia Fernández de Córdoba, dix-huitième duchesse de Medinaceli (1917-2013)

## Titres de noblesse
Victoria Eugenia Fernández de Córdoba hérita d'une série de titres de noblesse, et était neuf fois duchesse, dix-neuf fois marquise, dix-neuf fois comtesse et quatre fois vicomtesse, quatorze de ces titres lui attribuaient la grandesse d'Espagne, et un lui donnait le titre d'Adelantada mayor d'Andalousie.
- 9 duchés (avec grandesse d'Espagne) :
  - 16e duchesse de Alcalá de los Gazules
  - 4e duchesse de Denia
  - 14e duchesse de Camiña
  - 13e duchesse de Ciudad Real
  - 18e duchesse de Feria (cédé à son fils Rafael en 1969)
  - 18e duchesse de Medinaceli
  - 9e duchesse de Santisteban del Puerto (cédé à son fils Luis en 1969)
  - 19e duchesse de Segorbe (cédé à son fils Ignacio en 1969)
  - 4e duchesse de Tarifa

- 19 marquisats (dont 4 avec grandesse d'Espagne) :
  - 14e marquise de Alcalá de la Alameda
  - 14e marquise de Aitona (grande d'Espagne)
  - 17e marquise de Camarasa (grande d'Espagne)
  - 14e marquise de Cilleruelo
  - 17e marquise de Comares
  - 19e marquise de Denia
  - 12e marquise de Navahermosa (cédé à sa fille Ana en 1969)
  - 17e marquise de las Navas
  - 14e marquise de Malagón
  - 15e marquise de Montalbán
  - 20e marquise de Pallars
  - 17e marquise de Priego (grande d'Espagne)
  - 9e marquise de San Miguel das Penas y la Mota
  - 13e marquise de Solera (cédé à son fils Luis en 1969)
  - 19e marquise de Tarifa
  - 11e marquise de la Torrecilla (grande d'Espagne)
  - 19e marquise de Villa Real
  - 15e marquise de Villafranca
  - 15e marquise de Villalba (cédé à son fils Rafael en 1969)

- 19 comtés (dont un avec grandesse d'Espagne) :
  - 19e comtesse d'Alcoutim
  - 15e comtesse d'Amarante
  - 52e comtesse d'Ampurias (cédé à son fils Ignacio en 1987)
  - 13e comtesse d'Aramayona
  - 24e comtesse de Buendía
  - 21e comtesse de Castrojeriz
  - 20e comtesse de Cocentaina
  - 16e comtesse de Castellar
  - 19e comtesse du Risco
  - 19e comtesse de los Molares, Adelantada mayor d'Andalousie
  - 19e comtesse de Medellín
  - 10e comtesse de Moriana del Río (cédé à son fils Ignacio en 1969)
  - 8e comtesse d'Ofalia (cédé à sa fille Ana en 1962)
  - 22e comtesse d'Osona
  - 26e comtesse de Prades
  - 15e comtesse de Ricla (cédé à son fils Ignacio en 2003)
  - 17e comtesse de Santa Gadea (grande d'Espagne)
  - 17e comtesse de Valenza y Valladares
  - 14e comtesse de Villalonso
  - 4e comtesse de San Martín de Hoyos

- 4 vicomtés :
  - 46e vicomtesse de Bas
  - 44e vicomtesse de Cabrera
  - 12e vicomtesse de Linares
  - 42e vicomtesse de Villamur